# УСМ-2 (установка мостостроительная)
УСМ-2 — мостостроительная установка

Мостостроительная установка УСМ-2 предназначена для строительства низководных мостов.

## Техническое описание
Мостостроительная установка УСМ включает мостостроительную машину на базе шасси автомобиля КрАЗ-260, вспомогательный автомобиль КрАЗ-260, на котором перевозится лодка НЛ-8, мотопилы МП-2 и «Урал-2», дизель-молот ДМ-240 и ЗИП.

### Технические характеристики
- производительность в обычных условиях днем — 10—15 м/ч;
- производительность в сложных условиях — 7—10 м/ч;
- грузоподъемность возводимых мостов — 60 т;
- пролет моста — до 4,5 м;
- допустимая скорость течения — 2,5 м/с;
- длина забиваемых свай (без наращивания) — 6,5 м;
- расстояние между сваями — 1,2—1, 8—1,2 м;
- грузоподъемность копровых лебедок — 0,5 т;
- грузоподъемность крана — 2,5 т;
- время развертывания — до 10 мин;
- время свертывания — до 10 мин;
- расчет — 11 чел;
- масса машины — 18,9 т.